# 은하의 강
은하의 강은 한국방송공사 1TV 특집드라마이다.

## 제작진
- 극본 : 윤혁민
- 연출 : 황은진

## 출연진
- 권기선
- 권오현
- 김경하
- 김하균
- 남윤정
- 박진성
- 배도환
- 신동훈
- 신구
- 양미경
- 이재석
- 한정국